# Chủ nghĩa toàn thống Hồi giáo
Chủ nghĩa toàn thống Hồi giáo hay chủ nghĩa cơ yếu Hồi giáo được định nghĩa là một phong trào theo chủ nghĩa thuần túy, chủ nghĩa phục hưng và cải cách của những người Hồi giáo nhằm mục đích quay trở lại với kinh điển sáng lập của Hồi giáo. Những người theo chủ nghĩa toàn thống Hồi giáo có quan điểm rằng các quốc gia đa số theo đạo Hồi nên quay trở lại các nguyên tắc cơ bản của một nhà nước Hồi giáo, nơi thực sự thể hiện bản chất của hệ thống Hồi giáo, xét về hệ thống kinh tế - chính trị xã hội của nó. Những người theo chủ nghĩa toàn thống Hồi giáo ủng hộ "cách giải thích theo nghĩa đen và nguyên bản" về các nguồn gốc chính của Hồi giáo (Kinh Qur'an, Hadith và Sunnah), tìm cách loại bỏ (những gì họ cho là) "làm hỏng" các ảnh hưởng không phải Hồi giáo khỏi mọi phần của cuộc sống của họ, và coi "chủ nghĩa toàn thống Hồi giáo" là một thuật ngữ đáng ghét được người bên ngoài sử dụng cho phục hưng Hồi giáo và chủ nghĩa hoạt động Hồi giáo.

## Định nghĩa và mô tả
Các định nghĩa khác nhau về chủ nghĩa toàn thống Hồi giáo chính xác là gì và làm thế nào, nếu có, nó khác với chủ nghĩa Hồi giáo (hoặc Hồi giáo chính trị) hoặc chủ nghĩa phục hưng Hồi giáo. Thuật ngữ chủ nghĩa toàn thống đã bị cho là "gây hiểu lầm" bởi những người cho rằng tất cả những người theo đạo Hồi toàn thống đều tin vào nguồn gốc thần thánh và sự hoàn hảo theo nghĩa đen của Kinh Qur'an và do đó là "những người theo chủ nghĩa toàn thống và những người khác tin rằng nó là một thuật ngữ được sử dụng bởi người ngoài để mô tả các xu hướng được nhận thức trong Hồi giáo. Một số nhà toàn thống Hồi giáo gương mẫu bao gồm Sayyid Qutb, Abul Ala Mawdudi, và Israr Ahmed. Phong trào Wahhabi và sự tài trợ từ Ả Rập Xê-út thường được mô tả là chịu trách nhiệm cho sự phổ biến của chủ nghĩa toàn thống Hồi giáo đương đại. Từ bối cảnh khu vực cụ thể này, chủ nghĩa toàn thống Hồi giáo có thể được coi là một nhánh của cực hữu.
- Hình thức của chủ nghĩa Hồi giáo - Graham Fuller tin rằng chủ nghĩa toàn thống Hồi giáo là một tập hợp con của chủ nghĩa Hồi giáo chứ không phải là một dạng đặc biệt của nó, và đối với ông, những người theo chủ nghĩa toàn thống Hồi giáo là "phần tử bảo thủ nhất trong số những người theo chủ nghĩa Hồi giáo." "Hình thức nghiêm ngặt nhất" của nó bao gồm " Wahhabism, mà đôi khi được gọi là salafiyya.... Đối với những người theo chủ nghĩa toàn thống, luật pháp là thành phần thiết yếu nhất của Hồi giáo, và nó dẫn đến sự nhấn mạnh quá mức vào luật học, thường được quan niệm một cách hạn hẹp. "[10] Tác giả Olivier Roy có một dòng tương tự, mô tả "những người theo chủ nghĩa tân toàn thống", (tức là những người theo trào lưu toàn thống đương thời) say mê hơn những người Hồi giáo trước đó khi họ phản đối sự "ảnh hưởng hư hỏng của văn hóa phương Tây", tránh ăn mặc phương Tây, "những chiếc cà vạt, tiếng cười, việc sử dụng các hình thức chào, bắt tay, vỗ tay của phương Tây, "không khuyến khích nhưng không cấm các hoạt động khác như thể thao, lý tưởng là giới hạn không gian công cộng của người Hồi giáo trong" gia đình và nhà thờ Hồi giáo. "[11] Theo ý này, những người theo chủ nghĩa toàn thống đã "trôi dạt" khỏi lập trường của những người Hồi giáo của những năm 1970 và 80, chẳng hạn như [Abul A'la Maududi], người đã...

…didn't hesitate to attend Hindu ceremonies. Khomeini never proposed giving Iranian Christians and Jews the status of dhimmi (protected communities) as provided for in the sharia: the Armenians of Iran have remained Iranian citizens, are required to perform military service and pay the same taxes as Muslims, and have the right to vote (with separate electoral colleges). Similarly, the Afghan Jamaat, in its statutes, has declared it legal to employ non-Muslims as experts in the eyes of Islam.

- Thuật ngữ bao trùm - Một nhà quan sát người Mỹ khác, Robert Pelletreau, Jr., Trợ lý Ngoại trưởng phụ trách các vấn đề Cận Đông, lại tin rằng ngược lại, chủ nghĩa Hồi giáo là tập hợp con của những người Hồi giáo "với các mục tiêu chính trị... trong" "sự phục hưng của chủ nghĩa toàn thống rộng lớn hơn".[12] Nhà sử học người Mỹ Ira Lapidus coi chủ nghĩa toàn thống Hồi giáo là "một chỉ định bao trùm cho rất nhiều phong trào, một số không khoan dung và bài trừ, một số đa nguyên; một số thích khoa học, một số phản khoa học; một số chủ yếu sùng đạo và một số chủ yếu là chính trị; một số dân chủ, một số độc tài; một số thái bình, một số bạo lực. "[13]
- Chủ nghĩa Hồi giáo trong khái niệm của học giả người Pakistan Husnul Amin được hình thành bởi ba khía cạnh chính liên kết với nhau: (a) diễn giải chính trị của văn bản tôn giáo và do đó làm mờ đi các phạm trù nghĩa vụ tập thể và nghĩa vụ cá nhân; (b) đấu tranh chính trị - xã hội để thực thi sharia, theo đuổi chương trình Hồi giáo hóa thông qua các tổ chức thể chế của nhà nước, và tái khẳng định Hồi giáo là "bản in xanh" của trật tự kinh tế xã hội; và (c) Sự cởi mở của những người theo chủ nghĩa Hồi giáo trong việc áp dụng và triển khai tất cả các hình thức hiện đại của máy móc, công nghệ tuyên truyền, báo in và phương tiện điện tử, và các cơ hội khác do thị trường và chính trị mở ra. "Người theo đạo Hồi" dùng để chỉ các nhà hoạt động, nhà lãnh đạo và trí thức ủng hộ hệ tư tưởng của chủ nghĩa Hồi giáo.[14]
- Từ đồng nghĩa - Martin Kramer vẫn nhận thấy sự khác biệt nhỏ giữa hai thuật ngữ: "Đối với tất cả các ý định và mục đích, chủ nghĩa toàn thống Hồi giáo và chủ nghĩa Hồi giáo đã trở thành từ đồng nghĩa trong cách sử dụng hiện đại của người Mỹ."[15]
- Chủ nghĩa theo nghĩa đen trong kinh sách - Theo một học giả khác, Natana J. Delong-Bas, việc sử dụng hiện tại của thuật ngữ chủ nghĩa toàn thống Hồi giáo áp dụng cho những người Hồi giáo không chỉ tìm cách "quay trở lại các nguồn chính", mà còn sử dụng "cách giải thích theo nghĩa đen của các nguồn đó.. "[2]
- Sử dụng ijtihad trong luật Hồi giáo - Theo học giả John Esposito, một trong những đặc điểm nổi bật nhất của chủ nghĩa toàn thống Hồi giáo là niềm tin vào việc "mở lại" các cánh cổng của ijtihad ("lý luận độc lập" được sử dụng để đưa ra quyết định hợp pháp trong luật Sunni).[16]

### Sự khác biệt với chủ nghĩa Hồi giáo
Theo Roy, sự khác biệt giữa Chủ nghĩa truyền thống và Chủ nghĩa Hồi giáo (hoặc ít nhất là Chủ nghĩa Hồi giáo trước năm 1990) nằm trong các lĩnh vực:
- Chính trị và kinh tế. Những người theo đạo Hồi thường nói về "cách mạng" và họ tin rằng "xã hội sẽ chỉ được Hồi giáo hóa thông qua hành động xã hội và chính trị: cần phải rời khỏi nhà thờ Hồi giáo..." Những người theo chủ nghĩa toàn thống chủ yếu quan tâm đến cách mạng, ít quan tâm đến "mô hình chính trị hoặc kinh tế hiện đại hoặc phương Tây", và ít sẵn sàng kết giao với những người không theo đạo Hồi.[17]
- Sharia. Trong khi cả những người theo chủ nghĩa Hồi giáo và những người theo chủ nghĩa toàn thống đều cam kết thực hiện luật Sharia, thì những người theo chủ nghĩa Hồi giáo "có xu hướng coi đây là một dự án hơn là một ngữ liệu".[18]
- Vấn đề phụ nữ. "Những người theo đạo Hồi nói chung có xu hướng ủng hộ việc giáo dục phụ nữ và sự tham gia của họ vào đời sống xã hội và chính trị: phụ nữ theo đạo Hồi chiến đấu, học tập và có quyền làm việc, nhưng chỉ như là một chador. Các nhóm Hồi giáo bao gồm các hiệp hội phụ nữ. " Trong khi những người theo trào lưu toàn thống rao giảng rằng phụ nữ nên trở về nhà, thì chủ nghĩa Hồi giáo tin rằng chỉ cần "hai giới tách biệt ở nơi công cộng là đủ."[19]
- Sự đa dạng và phong phú trong các phong trào xã hội Hồi giáo đã được Husnul Amin nhấn mạnh trong tác phẩm của mình bằng cách đề cập đến sự đa dạng trong các phong trào này.[20]

### Phân loại
Chủ nghĩa toàn thống Hồi giáo (ít ra là trong số những người Hồi giáo Sunni) theo truyền thống có xu hướng rơi vào xu hướng "chủ nghĩa truyền thống" và "chủ nghĩa cải cách":
- Những người theo chủ nghĩa truyền thống chấp nhận "tính liên tục" giữa các "văn bản" Hồi giáo sáng lập — Kinh Qur'an và Sunnah — và các bài bình luận của họ. Những người theo chủ nghĩa truyền thống lấy "sự bắt chước" (taqlid), chấp nhận những gì đã nói trước đó và từ chối đổi mới (bidah), như một "nguyên tắc cơ bản, Họ tuân theo một trong những trường phái luật học tôn giáo lớn (Shafi'i, Maliki, Hanafi, Hanbali). Tầm nhìn của họ về sharia về cơ bản là hợp pháp và được sử dụng để xác định điều gì là đúng hay sai về mặt tôn giáo đối với việc Hưởng thụ điều tốt và cấm điều sai trái. Những người theo chủ nghĩa truyền thống đôi khi được kết nối với những hình thức phổ biến của chủ nghĩa Sufism như trường phái Barelvi ở Pakistan). "[21]
- Chủ nghĩa toàn thống "cải cách", ngược lại, "phê phán truyền thống, các luận giải, các thực hành tôn giáo phổ biến" (Maraboutism, sùng bái các vị thánh), là "lệch lạc, và mê tín"; nó nhằm mục đích thanh lọc Hồi giáo bằng cách quay trở lại Kinh Qur'an và Sunnah. Những ví dụ của thế kỷ 18 là Shah Waliullah Dehlawi ở Ấn Độ và Abdul Wahhab ở bán đảo Ả Rập. Chủ nghĩa cải cách này thường được "phát triển để đối phó với mối đe dọa bên ngoài" chẳng hạn như "ảnh hưởng của Ấn Độ giáo đối với Hồi giáo". Vào cuối thế kỷ 19, salafiyya đã được phát triển ở các nước Ả Rập, "đánh dấu một giai đoạn giữa Chủ nghĩa Truyền thống và Chủ nghĩa Hồi giáo."[21]